# Angela Gianolla
Angela Gianolla (Venezia, 22 luglio 1980) è un'ex cestista e allenatrice di pallacanestro italiana.
Playmaker alta 170 cm, ha giocato dal 2001 al 2019 in Serie A1.

## Carriera
Nel 2003-04 ha giocato con l'Umana Venezia, con cui è giunta ai quarti di finale dei play-off per lo scudetto. Durante quella stagione ha giocato trenta gare, con la media di 5,2 punti a partita.
Nel 2005-06 ha giocato con l'Acer Priolo vicecampione d'Italia, poi è passata alla Famila Schio (con cui ha giocato dieci partite in EuroLeague Women) e nel 2007-08 è tornata a Priolo Gargallo. Dall'estate 2009 milita, sempre in Serie A1 col Taranto Cras Basket, squadra con la quale nell'ultima stagione 2009-10 si è laureata Campione d'Italia ed il 12 ottobre del 2010, nella finale contro la sua ex squadra della Famila Schio, ha conquistato pure la Supercoppa Italiana. Nella stagione 2011-12 vince lo Scudetto e la Coppa Italia di pallacanestro femminile
Trasferitasi nel 2018 a Ragusa, vince la sua seconda coppa Italia.
Ritiratasi al termine della stagione 2018-19, rimane nella squadra siciliana come vice allenatore.
Dalla stagione 2021-2022 è responsabile dell'area tecnica e assistente allenatore della Virtus Bologna
Vince il premio come miglior allenatrice alle finali nazionali Under-19 femminili 2025, come coach della Reyer Venezia terza classificata.

## Statistiche
Dati aggiornati al 30 giugno 2014
| Stagione        | Squadra             | Competizione | Partite | Partite | Partite | Statistiche tiro | Statistiche tiro | Statistiche tiro | Altre statistiche | Altre statistiche | Altre statistiche | Altre statistiche | Altre statistiche |
| Stagione        | Squadra             | Competizione | Pres.   | Titol.  | Minuti  | Tiri da 2        | Tiri da 3        | Liberi           | Rimb.             | Assist            | Rubate            | Stopp.            | Punti             |
| --------------- | ------------------- | ------------ | ------- | ------- | ------- | ---------------- | ---------------- | ---------------- | ----------------- | ----------------- | ----------------- | ----------------- | ----------------- |
| 2000-2001       | Osra Venezia        | Serie A2     |         |         |         |                  |                  |                  |                   |                   |                   |                   |                   |
| 2001-2002       | Osra Venezia        | Serie A1     | 29      |         | 345     | 22/54            | 10/33            | 37/53            | 35                | 9                 | 24                |                   | 111               |
| 2002-2003       | Italsoft Venezia    | Serie A1     | 26      |         | 600     | 33/96            | 12/42            | 27/37            | 40                | 17                | 45                |                   | 131               |
| 2003-2004       | Umana Venezia       | Serie A1     | 26      | 0       | 489     | 17/55            | 32/68            | 34/47            | 43                | 9                 | 45                | 0                 | 168               |
| 2004-2005       | Umana Venezia       | Serie A1     | 33      | 0       | 752     | 28/60            | 27/100           | 26/31            | 59                | 36                | 70                | 0                 | 163               |
| 2005-2006       | Acer Priolo         | Serie A1     | 41      | 40      | 987     | 45/94            | 27/79            | 43/52            | 77                | 49                | 52                | 0                 | 214               |
| 2006-2007       | Famila Wuber Schio  | Serie A1     | 33      | 2       | 444     | 19/42            | 9/27             | 24/37            | 35                | 26                | 30                | 0                 | 89                |
| 2007-2008       | Acer Priolo         | Serie A1     | 29      | 28      | 848     | 55/121           | 23/64            | 92/115           | 60                | 36                | 39                | 1                 | 271               |
| 2008-2009       | Acer Erg Priolo     | Serie A1     | 28      | 28      | 755     | 54/128           | 17/52            | 74/98            | 59                | 36                | 38                | 3                 | 233               |
| 2009-2010       | Cras Basket Taranto | Serie A1     | 26      | 4       | 359     | 11/25            | 8/26             | 16/19            | 25                | 19                | 19                | 1                 | 62                |
| 2010-2011       | Cras Taranto        | Serie A1     | 36      | 9       | 679     | 39/73            | 12/41            | 33/40            | 52                | 58                | 26                | 0                 | 147               |
| 2011-2012       | Cras Taranto        | Serie A1     | 36      | 0       | 683     | 44/90            | 9/29             | 38/48            | 53                | 53                | 35                | 0                 | 153               |
| 2012-2013       | BF Le Mura Lucca    | Serie A1     | 29      | 29      | 646     | 35/107           | 11/42            | 31/34            | 67                | 62                | 25                | 0                 | 134               |
| 2013-2014       | BF Le Mura Lucca    | Serie A1     | 29      | 1       | 427     | 20/50            | 3/25             | 17/23            | 24                | 37                | 21                | 0                 | 66                |
| Totale carriera |                     |              |         |         |         |                  |                  |                  |                   |                   |                   |                   |                   |

### Cronologia presenze e punti in Nazionale
| Cronologia completa delle presenze e dei punti in Nazionale - Italia | Cronologia completa delle presenze e dei punti in Nazionale - Italia | Cronologia completa delle presenze e dei punti in Nazionale - Italia | Cronologia completa delle presenze e dei punti in Nazionale - Italia | Cronologia completa delle presenze e dei punti in Nazionale - Italia | Cronologia completa delle presenze e dei punti in Nazionale - Italia | Cronologia completa delle presenze e dei punti in Nazionale - Italia | Cronologia completa delle presenze e dei punti in Nazionale - Italia |
| Data                                                                 | Città                                                                | In casa                                                              | Risultato                                                            | Ospiti                                                               | Competizione                                                         | Punti                                                                | Note                                                                 |
| -------------------------------------------------------------------- | -------------------------------------------------------------------- | -------------------------------------------------------------------- | -------------------------------------------------------------------- | -------------------------------------------------------------------- | -------------------------------------------------------------------- | -------------------------------------------------------------------- | -------------------------------------------------------------------- |
| 24/07/2008                                                           | Bormio                                                               | Italia                                                               | 63 - 60                                                              | Grecia                                                               | Torneo amichevole                                                    | 0                                                                    | [ 11 ]                                                               |
| 25/07/2008                                                           | Bormio                                                               | Italia                                                               | 66 - 58                                                              | Lituania                                                             | Torneo amichevole                                                    | 7                                                                    | [ 12 ]                                                               |
| 26/07/2008                                                           | Bormio                                                               | Italia                                                               | 66 - 69                                                              | Belgio                                                               | Torneo amichevole                                                    | 10                                                                   | [ 13 ]                                                               |
| 31/07/2008                                                           | Poprad                                                               | Slovacchia                                                           | 79 - 52                                                              | Italia                                                               | Torneo amichevole                                                    | 8                                                                    | [ 14 ]                                                               |
| 01/08/2008                                                           | Poprad                                                               | Italia                                                               | 68 - 70                                                              | Canada                                                               | Torneo amichevole                                                    | 7                                                                    | [ 15 ]                                                               |
| 02/08/2008                                                           | Poprad                                                               | Italia                                                               | 70 - 58                                                              | Germania                                                             | Torneo amichevole                                                    | 8                                                                    | [ 16 ]                                                               |
| 13-8-2008                                                            | Danzica                                                              | Polonia                                                              | 63 - 59                                                              | Italia                                                               | Qual. Euro 2009 - Gruppo B                                           | 1                                                                    | [ 17 ]                                                               |
| 16-8-2008                                                            | Cagliari                                                             | Italia                                                               | 77 - 62                                                              | Finlandia                                                            | Qual. Euro 2009 - Gruppo B                                           | 11                                                                   | [ 18 ]                                                               |
| 20-8-2008                                                            | Sarajevo                                                             | Bosnia ed Erzegovina                                                 | 53 - 68                                                              | Italia                                                               | Qual. Euro 2009 - Gruppo B                                           | 3                                                                    | [ 19 ]                                                               |
| 27-8-2008                                                            | Chieti                                                               | Italia                                                               | 55 - 63                                                              | Turchia                                                              | Qual. Euro 2009 - Gruppo B                                           | 8                                                                    | [ 20 ]                                                               |
| 30-8-2008                                                            | Bologna                                                              | Italia                                                               | 69 - 76                                                              | Polonia                                                              | Qual. Euro 2009 - Gruppo B                                           | 11                                                                   | [ 21 ]                                                               |
| 3-9-2008                                                             | Espoo                                                                | Finlandia                                                            | 52 - 68                                                              | Italia                                                               | Qual. Euro 2009 - Gruppo B                                           | 7                                                                    | [ 22 ]                                                               |
| 6-9-2008                                                             | Schio                                                                | Italia                                                               | 75 - 49                                                              | Bosnia ed Erzegovina                                                 | Qual. Euro 2009 - Gruppo B                                           | 2                                                                    | [ 23 ]                                                               |
| 13-9-2008                                                            | Adana                                                                | Turchia                                                              | 80 - 61                                                              | Italia                                                               | Qual. Euro 2009 - Gruppo B                                           | 2                                                                    | [ 24 ]                                                               |
| 07/01/2009                                                           | Liegi                                                                | Belgio                                                               | 69 - 81                                                              | Italia                                                               | Qual. Euro 2009 - Additional Round                                   | 2                                                                    | [ 25 ]                                                               |
| 10/01/2009                                                           | Venezia                                                              | Italia                                                               | 83 - 50                                                              | Croazia                                                              | Qual. Euro 2009 - Additional Round                                   | 2                                                                    | [ 26 ]                                                               |
| 14/07/2010                                                           | Cavalese                                                             | Italia                                                               | 61 - 45                                                              | Turchia                                                              | Amichevole                                                           | 5                                                                    | [ 27 ]                                                               |
| 15/07/2010                                                           | Cavalese                                                             | Italia                                                               | 56 - 61                                                              | Lettonia                                                             | Torneo amichevole                                                    | 3                                                                    | [ 28 ]                                                               |
| 16/07/2010                                                           | Cavalese                                                             | Italia                                                               | 76 - 73                                                              | Germania                                                             | Torneo amichevole                                                    | 6                                                                    | [ 29 ]                                                               |
| 23/07/2010                                                           | Konya                                                                | Turchia                                                              | 51 - 67                                                              | Italia                                                               | Torneo amichevole                                                    | 3                                                                    | [ 30 ]                                                               |
| 24/07/2010                                                           | Konya                                                                | Lettonia                                                             | 66 - 68                                                              | Italia                                                               | Torneo amichevole                                                    | 8                                                                    | [ 31 ]                                                               |
| 25/07/2010                                                           | Konya                                                                | Slovacchia                                                           | 54 - 71                                                              | Italia                                                               | Torneo amichevole                                                    | 5                                                                    | [ 32 ]                                                               |
| 02/08/2010                                                           | Cagliari                                                             | Italia                                                               | 69 - 76                                                              | Croazia                                                              | Qual. Euro 2011 - Girone A                                           | 9                                                                    | [ 33 ]                                                               |
| 05/08/2010                                                           | Courtrai                                                             | Belgio                                                               | 78 - 73                                                              | Italia                                                               | Qual. Euro 2011 - Girone A                                           | 2                                                                    | [ 34 ]                                                               |
| 11/08/2010                                                           | Cagliari                                                             | Italia                                                               | 87 - 72                                                              | Lituania                                                             | Qual. Euro 2011 - Girone A                                           | 5                                                                    | [ 35 ]                                                               |
| 14/08/2010                                                           | Almere                                                               | Paesi Bassi                                                          | 60 - 70                                                              | Italia                                                               | Qual. Euro 2011 - Girone A                                           | 4                                                                    | [ 36 ]                                                               |
| 17/08/2010                                                           | Gospić                                                               | Croazia                                                              | 74 - 63                                                              | Italia                                                               | Qual. Euro 2011 - Girone A                                           | 4                                                                    | [ 37 ]                                                               |
| 20/08/2010                                                           | Cagliari                                                             | Italia                                                               | 67 - 57                                                              | Belgio                                                               | Qual. Euro 2011 - Girone A                                           | 0                                                                    | [ 38 ]                                                               |
| 26/08/2010                                                           | Kaunas                                                               | Lituania                                                             | 81 - 83                                                              | Italia                                                               | Qual. Euro 2011 - Girone A                                           | 9                                                                    | [ 39 ]                                                               |
| 29/08/2010                                                           | Cagliari                                                             | Italia                                                               | 68 - 59                                                              | Paesi Bassi                                                          | Qual. Euro 2011 - Girone A                                           | 4                                                                    | [ 40 ]                                                               |
| 30/05/2011                                                           | Taranto                                                              | Italia                                                               | 78 - 59                                                              | Svezia                                                               | Amichevole                                                           | 2                                                                    | [ 41 ]                                                               |
| 04/06/2011                                                           | Taranto                                                              | Italia                                                               | 76 - 55                                                              | Serbia                                                               | Qual. Euro 2011 - Additional T.                                      | 4                                                                    | [ 42 ]                                                               |
| 05/06/2011                                                           | Taranto                                                              | Italia                                                               | 57 - 78                                                              | Germania                                                             | Qual. Euro 2011 - Additional T.                                      | 6                                                                    | [ 43 ]                                                               |
| 07/06/2011                                                           | Taranto                                                              | Italia                                                               | 68 - 46                                                              | Belgio                                                               | Qual. Euro 2011 - Additional T.                                      | 2                                                                    | [ 44 ]                                                               |
| 08/06/2011                                                           | Taranto                                                              | Italia                                                               | 76 - 60                                                              | Romania                                                              | Qual. Euro 2011 - Additional T.                                      | 4                                                                    | [ 45 ]                                                               |
| Totale                                                               |                                                                      | Presenze                                                             | 35                                                                   |                                                                      | Punti                                                                | 174                                                                  |                                                                      |

## Palmarès
- Campionato italiano: 2
Taranto Cras Basket: 2009-10; 2011-12
- Coppa Italia: 2
Taranto Cras Basket: 2012
Virtus Eirene Ragusa: 2019
- Supercoppa italiana: 3
Pallacanestro Femminile Schio: 2006; Taranto Cras Basket: 2009, 2010
- Campionato italiano di Serie A2: 1
Reyer Venezia: 2000-01